# Coppa Italia di pallacanestro maschile 2018
La Coppa Italia di pallacanestro maschile 2018, denominata Postemobile Final Eight 2018 per ragioni di sponsorizzazione, si è disputata dal 15 al 18 febbraio 2018 al Nelson Mandela Forum di Firenze.

## Squadre
Le squadre qualificate sono le prime otto classificate al termine del girone di andata (14 gennaio 2018) della Serie A 2017-2018.
1. Scandone Avellino
2. Leonessa Brescia
3. Olimpia Milano
4. Reyer Venezia

1. Auxilium Torino
2. Pall. Cantù
3. Virtus Bologna
4. Vanoli Cremona

## Tabellone
|  | Quarti di finale 15 / 16 febbraio | Quarti di finale 15 / 16 febbraio | Quarti di finale 15 / 16 febbraio |                  |                  | Semifinali 17 febbraio | Semifinali 17 febbraio | Semifinali 17 febbraio |  |  | Finale 18 febbraio | Finale 18 febbraio | Finale 18 febbraio |
|  |                                   |                                   |                                   |                  |                  |                        |                        |                        |  |  |                    |                    |                    |
|  | 1                                 | Scandone Avellino                 | 82                                |                  |                  |                        |                        |                        |  |  |                    |                    |                    |
|  | 8                                 | Vanoli Cremona                    | 89                                |                  |                  |                        |                        |                        |  |  |                    |                    |                    |
|  | 8                                 | Vanoli Cremona                    | 89                                |                  | 8                | Vanoli Cremona         | 87                     |                        |  |  |                    |                    |                    |
|  |                                   |                                   |                                   |                  | 8                | Vanoli Cremona         | 87                     |                        |  |  |                    |                    |                    |
|  |                                   | 5                                 | Auxilium Torino                   | 92               |                  |                        |                        |                        |  |  |                    |                    |                    |
|  | 4                                 | 5                                 | Auxilium Torino                   | 92               | Reyer Venezia    | 60                     |                        |                        |  |  |                    |                    |                    |
|  | 4                                 |                                   |                                   |                  | Reyer Venezia    | 60                     |                        |                        |  |  |                    |                    |                    |
|  | 5                                 | Auxilium Torino                   | 72                                |                  |                  |                        |                        |                        |  |  |                    |                    |                    |
|  |                                   |                                   |                                   |                  |                  |                        |                        |                        |  |  | 5                  | Auxilium Torino    | 69                 |
|  |                                   |                                   | 2                                 | Leonessa Brescia | 67               |                        |                        |                        |  |  |                    |                    |                    |
|  | 3                                 | Olimpia Milano                    | 87                                |                  |                  |                        |                        |                        |  |  |                    |                    |                    |
|  | 6                                 | Pall. Cantù                       | 105                               |                  |                  |                        |                        |                        |  |  |                    |                    |                    |
|  | 6                                 | Pall. Cantù                       | 105                               |                  | 6                | Pall. Cantù            | 82                     |                        |  |  |                    |                    |                    |
|  |                                   |                                   |                                   |                  | 6                | Pall. Cantù            | 82                     |                        |  |  |                    |                    |                    |
|  |                                   | 2                                 | Leonessa Brescia                  | 87               |                  |                        |                        |                        |  |  |                    |                    |                    |
|  | 2                                 | 2                                 | Leonessa Brescia                  | 87               | Leonessa Brescia | 97                     |                        |                        |  |  |                    |                    |                    |
|  | 2                                 |                                   |                                   |                  | Leonessa Brescia | 97                     |                        |                        |  |  |                    |                    |                    |
|  | 7                                 | Virtus Bologna                    | 83                                |                  |                  |                        |                        |                        |  |  |                    |                    |                    |

### Tabellini

#### Quarti di finale
| Arbitri: | Sahin (Messina) Bettini (Bologna) Morelli (Brindisi) |

|                    |            |                 |
| Rich 30            | Punti      | 19 D. Diener    |
| Leunen 5           | Assist     | 9 T. Diener     |
| Fesenko 19         | Rimbalzi   | 8 Sims          |
| Stefano Sacripanti | Allenatori | Romeo Sacchetti |

| Arbitri: | Biggi (Sarmato) Sardella (Rimini) Caiazza (Arzano) |

|                                     |            |                                                  |
| Watt 19                             | Punti      | 17 Garrett                                       |
| Bramos, De Nicolao, Haynes, Tonut 2 | Assist     | 2 Blue, Boungou Colo, Poeta, Vujačić, Washington |
| Watt 11                             | Rimbalzi   | 8 Boungou Colo                                   |
| Walter De Raffaele                  | Allenatori | Paolo Galbiati                                   |

| Arbitri: | Lanzarini (Bologna) Weidmann (Roma) Vicino (Bologna) |

|                          |            |              |
| Goudelock 23             | Punti      | 23 Smith     |
| Theodore 6               | Assist     | 8 Smith      |
| Cusin, Micov, Theodore 7 | Rimbalzi   | 12 Burns     |
| Simone Pianigiani        | Allenatori | Marco Sodini |

| Arbitri: | Lo Guzzo (Catanzaro) Baldini (Firenze) Bartoli (Trieste) |

|              |            |                    |
| Moore 22     | Punti      | 17 Lawson          |
| L. Vitali 6  | Assist     | 5 Umeh             |
| L. Vitali 7  | Rimbalzi   | 7 Slaughter        |
| Andrea Diana | Allenatori | Alessandro Ramagli |

#### Semifinali
| Arbitri: | Paternicò (Piazza Armerina) Martolini (Roma) Attard (Siracusa) |

|                         |            |                |
| Fontecchio 16           | Punti      | 18 Garrett     |
| Johnson-Odom, Ruzzier 3 | Assist     | 3 Poeta        |
| Sims 7                  | Rimbalzi   | 13 Washington  |
| Romeo Sacchetti         | Allenatori | Paolo Galbiati |

| Arbitri: | Sabetta (Termoli) Rossi (Sansepolcro) Aronne (Viterbo) |

|                   |            |              |
| Thomas 20         | Punti      | 19 L. Vitali |
| Chappell, Smith 4 | Assist     | 4 L. Vitali  |
| Burns 14          | Rimbalzi   | 11 Hunt      |
| Marco Sodini      | Allenatori | Andrea Diana |

#### Finale
| Arbitri: | Lanzarini (Bologna) Lo Guzzo (Catanzaro) Baldini (Firenze) |

|                |            |              |
| Garrett 16     | Punti      | 22 Landry    |
| Poeta 4        | Assist     | 10 L. Vitali |
| Mazzola 11     | Rimbalzi   | 9 Landry     |
| Paolo Galbiati | Allenatori | Andrea Diana |

| Quintetto titolare | Quintetto titolare | Quintetto titolare | Pt   | Rim  | Ass  |
| ------------------ | ------------------ | ------------------ | ---- | ---- | ---- |
| PG                 | 1                  | Vander Blue        | 11   | 2    | 1    |
| PG                 | 2                  | Diante Garrett     | 16   | 4    | 2    |
| A                  | 16                 | Nobel Boungou Colo | 11   | 2    | 0    |
| A                  | 17                 | Deron Washington   | 10   | 7    | 3    |
| C                  | 32                 | Trevor Mbakwe      | 1    | 5    | 1    |
| Panchina:          |                    |                    |      |      |      |
| GA                 | 6                  | Saša Vujačić       | 7    | 4    | 1    |
| PG                 | 8                  | Giuseppe Poeta     | 7    | 2    | 4    |
| PG                 | 21                 | Andre Jones        | 0    | 0    | 1    |
| C                  | 22                 | Valerio Mazzola    | 6    | 11   | 0    |
| PG                 | 23                 | Mohamed Touré      | n.e. | n.e. | n.e. |
| PG                 | 24                 | Lorenzo Mittica    | n.e. | n.e. | n.e. |
| PG                 | 25                 | Guy Akoua          | n.e. | n.e. | n.e. |
| Allenatore:        |                    |                    |      |      |      |
| Paolo Galbiati     |                    |                    |      |      |      |

| FIAT Auxilium Torino |  | Germani Leonessa Brescia |

| Vincitrice Coppa Italia 2018 |
| ---------------------------- |
| Auxilium Torino 1º titolo    |

| Quintetto titolare | Quintetto titolare | Quintetto titolare | Pt   | Rim  | Ass  |
| ------------------ | ------------------ | ------------------ | ---- | ---- | ---- |
| G                  | 2                  | Lee Moore          | 2    | 5    | 0    |
| C                  | 4                  | Dario Hunt         | 6    | 6    | 0    |
| P                  | 7                  | Luca Vitali        | 5    | 6    | 10   |
| A                  | 8                  | Marcus Landry      | 11   | 9    | 1    |
| A                  | 34                 | David Moss         | 2    | 4    | 2    |
| Panchina:          |                    |                    |      |      |      |
| PG                 | 5                  | Martino Mastellari | n.e. | n.e. | n.e. |
| C                  | 10                 | Benjamin Ortner    | 4    | 0    | 1    |
| GA                 | 16                 | Giovanni Veronesi  | n.e. | n.e. | n.e. |
| AG                 | 20                 | Abdel Fall         | n.e. | n.e. | n.e. |
| P                  | 26                 | Andrea Traini      | 14   | 3    | 2    |
| G                  | 31                 | Michele Vitali     | 0    | 2    | 1    |
| A                  | 41                 | Brian Sacchetti    | 12   | 2    | 2    |
| Allenatore:        |                    |                    |      |      |      |
| Andrea Diana       |                    |                    |      |      |      |